# Venatrix archookoora
Venatrix archookoora Framenau & Vink, 2001 è un ragno appartenente alla famiglia Lycosidae.

## Etimologia
Il nome proprio è in riferimento alla località australiana di rinvenimento degli esemplari, l'Archookoora State Forest, nel Queensland.

## Caratteristiche
L'olotipo maschile ha una lunghezza totale di 11mm: il cefalotorace è lungo 6,4mm, e largo 4,8mm.
Al 2021 non sono noti esemplari femminili.

## Distribuzione
La specie è stata reperita in Australia, nel Queensland.. Di seguito gli esemplari rinvenuti:
1. l'olotipo maschile è stato rinvenuto sulla via Kumbia, nell'Archookoora State Forest, parco naturale del Queensland nell'ottobre 1976.
2. un esemplare maschile è stato rinvenuto sulla Amiens Road, presso la cittadina di Stanthorpe, nel Queensland[1].

## Tassonomia
Appartiene al funesta-group insieme a V. funesta - V. penola - V. australiensis - V. roo - V. mckayi e V. koori.
Al 2021 non sono note sottospecie e dal 2006 non sono stati esaminati nuovi esemplari.